# هم‌جنس‌سیم
هم‌جنس‌سیم (Idiochord) به سازهای موسیقی گفته می‌شود که در آن «سیم» از همان جنس بدنه طنین‌انداز ساخته می‌شود. این نوع سازها را می‌توان در منطقه اقیانوس هند، مناطق پراکنده آفریقا و و بخش‌هایی از اروپا و آمریکای شمالی یافت.
بامبو اغلب یک ماده محبوب برای ساخت هم‌جنس‌سیم است: یک لوله بامبو ممکن است بریده شود تا بخش‌هایی از پوست آن در وسط شل شود، در حالی که در انتها متصل باقی می‌مانند، و این "سیم‌هاً ممکن است با قرار دادن چوب‌هایی به عنوان پل‌ها بالا آورده شوند. از جمله این هم‌جنس‌سیم‌های بامبویی می‌توان به والیهای ماداگاسکار، کولبیت در فیلیپین و اندونزی و کارانیینگ قوم مون-خمر اورنگ اصلی در مالزی اشاره کرد. یک هم‌جنس‌سیم بامبویی بزرگ با یک سیم، به نام بنتا، بومی جامائیکا است و با یک اسلاید نواخته می‌شود، بسیار شبیه به دیدلی‌بو.
هم‌جنس‌سیم‌ها از مواد دیگری نیز ساخته می‌شوند؛ از ساقه ذرت در آمریکای شمالی برای ساخت ویولن ساقه ذرت استفاده می‌شد، و همین ساز در کوه‌های کارپات و در صربستان به عنوان گینگارا یا djeefje guslice نواخته می‌شد. در گینه نو شرقی، هم‌جنس‌سیم‌های تک سیم از دنده درخت نخل ساگو ساخته می‌شوند. مردم ورائو در ونزوئلا و گویان با بلند کردن یک الیاف از برگ اتا یک هم‌جنس‌سیم تک‌سیم ایجاد می‌کنند.
هم‌جنس‌سیم‌های مختلفی در آفریقای مرکزی یافت می‌شوند، از جمله akadindidi در اوگاندا و mpeli تک‌سیم مردم Mpyeme (نیاز به توضیح) در کنگو و جمهوری آفریقای مرکزی.